# Досон (Небраска)
Досон (енгл. Dawson) град је у америчкој савезној држави Небраска.

## Демографија
По попису из 2010. године број становника је 146, што је 63 (-30,1%) становника мање него 2000. године.
| Група             | 2000.       | 2010.       |
| Белци             | 203 (97,1%) | 143 (97,9%) |
| Афроамериканци    | 0 (0,0%)    | 0 (0,0%)    |
| Азијати           | 0 (0,0%)    | 0 (0,0%)    |
| Хиспаноамериканци | 4 (1,9%)    | 3 (2,1%)    |
| Укупно            | 209         | 146         |